# Lopholatilus
Lopholatilus is een geslacht van straalvinnige vissen uit de familie van tegelvissen (Malacanthidae). Het geslacht is voor het eerst wetenschappelijk beschreven in 1879 door Goode & Bean.

## Soorten
- Lopholatilus chamaeleonticeps Goode & Bean, 1879 – Blauwe tegelvis
- Lopholatilus villarii Miranda-Ribeiro, 1915